# Dmytro Skapincev
Dmytro V"jačeslavovič Skapincev (in ucraino Дмитро В'ячеславович Скапінцев?; Čerkasy, 12 maggio 1998) è un cestista ucraino.

## Carriera
Con l'Ucraina ha disputato i Campionati europei del 2022.